# Williella
Williella is een geslacht van vlinders van de familie bladrollers (Tortricidae), uit de onderfamilie Tortricinae.

## Soorten
- W. angulata Horak, 1984
- W. sauteri Horak, 1984